# Godley (Illinois)
Godley és una població dels Estats Units a l'estat d'Illinois. Segons el cens del 2000 tenia 594 habitants.

## Demografia
Segons el cens del 2000, Godley tenia 594 habitants, 200 habitatges, i 155 famílies. La densitat de població era de 210,4 habitants/km².
Dels 200 habitatges en un 47,5% hi vivien nens de menys de 18 anys, en un 55% hi vivien parelles casades, en un 15,5% dones solteres, i en un 22,5% no eren unitats familiars. En el 17,5% dels habitatges hi vivien persones soles el 7,5% de les quals corresponia a persones de 65 anys o més que vivien soles. El nombre mitjà de persones vivint en cada habitatge era de 2,97 i el nombre mitjà de persones que vivien en cada família era de 3,37.
Per edats la població es repartia de la següent manera: un 37,4% tenia menys de 18 anys, un 8,6% entre 18 i 24, un 32% entre 25 i 44, un 14,6% de 45 a 60 i un 7,4% 65 anys o més.
L'edat mediana era de 28 anys. Per cada 100 dones de 18 o més anys hi havia 92,7 homes.
La renda mediana per habitatge era de 42.857 $ i la renda mediana per família de 43.036 $. Els homes tenien una renda mediana de 37.422 $ mentre que les dones 20.250 $. La renda per capita de la població era de 14.238 $. Aproximadament el 12,8% de les famílies i el 14,2% de la població estaven per davall del llindar de pobresa.

## Poblacions més properes
El següent diagrama mostra les poblacions més properes.